# Trương Đình Tuyển
Trương Đình Tuyển (sinh ngày 9 tháng 1 năm 1942) nguyên là Bộ trưởng Bộ Thương mại Việt Nam (nay là Bộ Công Thương), Trưởng đoàn Đàm phán Chính phủ về Kinh tế và Thương mại quốc tế, Ủy viên Ban Chấp hành Trung ương Đảng Cộng sản Việt Nam khóa VIII, IX, Bí thư Tỉnh ủy Nghệ An. Ông là người có đóng góp tích cực trong quá trình đàm phán gia nhập Tổ chức Thương mại Thế giới (WTO) của Việt Nam vào tháng 11 năm 2006.

## Tiểu sử
Trương Đình Tuyển sinh ngày 9 tháng 1 năm 1942 tại Làng Nhân Trai, Bắc Xuân, xã Diễn Xuân Huyện Diễn Châu, Nghệ An. Ông là người nổi tiếng cương trực, thẳng thắn và rất quyết đoán trong giải quyết công việc. Trong các phiên chất vấn thành viên chính phủ của các đại biểu Quốc hội Việt Nam, cách trả lời của ông được nhiều đại biểu đại biểu đánh giá cao. Tại phiên bế mạc kì họp thứ 6, Quốc hội khoá XI ngày 3/12/2004, Chủ tịch Quốc hội khi đó là ông Nguyễn Văn An đã rất ca ngợi sự thẳng thắn, chân thành khi nhận lỗi trước Quốc hội trong vụ tiêu cực về quota dệt may, mặc dù ông tuyên bố chịu trách nhiệm trước Bộ Chính trị chứ không phải trước Quốc hội. Ông còn được biết tới với hình ảnh của một thi sĩ đầy lãng mạn.
Khi còn làm Bộ trưởng, và sau này khi ông đã về hưu, ông thường xuyên có những buổi đối thoại trực tiếp với nhân dân thông qua các báo điện tử như Vietnamnet, VnExpress,... về các vấn đề của thị trường, Việt Nam gia nhập WTO,...

## Quá trình công tác
Xuất thân là kỹ sư cơ khí, nhưng sau ông chuyển sang lĩnh vực thương nghiệp, có thời gian làm giảng viên trường Trường Cán bộ Vật tư tại tỉnh Bắc Giang. Ông có thời gian làm Tổng Giám đốc Tổng Công ty Xăng dầu Petrolimex.
Trương Đình Tuyển được bổ nhiệm làm Bộ trưởng Bộ Thương mại tháng 7 năm 1997 và tới tháng 2 năm 2000 Bộ Chính trị đã quyết định ông thôi giữ chức Bộ trưởng để điều về làm Bí thư Tỉnh uỷ Nghệ An.
Khi về lãnh đạo Nghệ An, ông đã thể hiện rõ cá tính của mình với sự cương trực, giản dị và liêm khiết. Hàng ngày ông tự đi chợ Quán Lau và về tự nấu ăn, nấu một bữa ăn cả ngày, thức ăn chủ yếu là rau muống luộc và đậu phụ mắm tôm. Phòng ở trên khu tập thể của ông sặc mùi cá khô, ông mua về ăn dần để khỏi mất công đi chợ. Mỗi lần về quê ông đều tự đi xe khách (xe đò). Sau gần 3 năm công tác ông đã cách chức 6 phó bí thư và bí thư huyện uỷ của các đảng bộ tỉnh Nghệ An.
Tháng 8 năm 2002 ông lại được bổ nhiệm làm Bộ trưởng Bộ Thương mại thay cho ông Vũ Khoan được bổ nhiệm làm Phó Thủ tướng. Từ đây ông cùng chính phủ Việt Nam bắt đầu cuộc "chạy maraton" vào WTO. Năm 1995 dưới sự nhất trí của Bộ Chính trị, Ban Chấp hành Trung ương Đảng Cộng sản Việt Nam, Chính phủ nước CHXHCN Việt Nam chính thức gửi đơn xin gia nhập Tổ chức Thương mại thế giới (WTO) tới trụ sở của WTO tại Geneva, Thuỵ Sĩ mở đầu cho 11 năm với trên 200 cuộc đàm phán và 28 đối tác đàm phán song phương của Việt Nam. Ông đóng vai trò quan trọng và có nhiều đóng góp trong quá trình đàm phán này

## Phong tặng Danh hiệu
Ông được khán giả của Đài truyền hình Việt Nam (VTV) bình chọn là nhân vật tiêu biểu nhất năm 2006.